# Max Manus (filme)
Max Manus (bra: Max Manus - O Homem da Guerra) é um filme de drama norueguês de 2008 dirigido e escrito por Joachim Rønning e Espen Sandberg. Foi selecionado como representante da Noruega à edição do Oscar 2010, organizada pela Academia de Artes e Ciências Cinematográficas.

## Elenco
- Aksel Hennie - Max Manus
- Agnes Kittelsen - Ida Nikoline "Tikken" Lindebrække
- Nicolai Cleve Broch - Gregers Gram
- Petter Næss - Martin Linge
- Kyrre Haugen Sydness - Jens Christian Hauge
- Knut Joner - Gunnar Sønsteby
- Viktoria Winge - Solveig Johnsrud
- Christian Rubeck - Kolbein Lauring
- Mats Eldøen - Edvard Tallaksen
- Ken Duken - Siegfried Fehmer